# ケトゥボット
ケトゥボット（Ketubot、ヘブライ語: כְּתוּבּוׂת‎）は、ナシームに属するミシュナーとタルムードの文書。結婚に関する様々な規定を扱っており、特に「ケトゥバ」と呼ばれる婚姻契約について言及している。

## 内容
このミシュナーでは性に関する事柄が直接的に多く記述されている。この文書は3歳の少女との結婚が成立していた古代のユダヤ社会の習俗を前提にして書かれているが、女性の年齢によって婚姻契約の内容が変化することが述べられている。年齢は3つの区分があり、クタンナーと呼ばれる12歳と1日以下の少女と、ナアラーと呼ばれる陰毛が2本生える時期とされる12歳と1日から12歳半と1日の間の少女と、ボゲレトという12歳半と1日以降の女性である。また、結婚に際しての持参金についての取り決めも扱われている。